# Saint-Félix, Lot

Saint-Félix este o comună în departamentul Lot din sudul Franței. În 2009 avea o populație de 450 de locuitori.

## Evoluția populației
| An        | 1975 | 1982 | 1990 | 1999 | 2006 | 2009 |
| --------- | ---- | ---- | ---- | ---- | ---- | ---- |
| Populație | 225  | 269  | 268  | 280  | 398  | 450  |